# Teresa Alonso Rasgado
María Teresa Alonso Rasgado es profesora de ingeniería mecánica y Decana de Cooperación Global en la Facultad de Ciencias e Ingeniería en la Queen Mary University of London.
Fue galardonada con el premio Ohtli en 2016, el honor más distinguido de la Secretaría de Relaciones Exteriores de México. En 2016 le fue concedida la presea Lázaro Cárdenas como recompensa a su excelencia académica.

## Biografía
Alonso Rasgado nació en Chihuahua. Obtuvo su licenciatura y su máster en ingeniería civil en el Instituto Politécnico Nacional. Posteriormente, se mudó a Manchester donde completó su tesis doctoral en Ingeniería Mecánica en 1999, otorgada por el Instituto de Ciencia y Tecnología de la Universidad de Mánchester (UMIST). Obtuvo una plaza para su trabajo postdoctoral (research fellow) en el mismo departamento.

## Trayectoria científica
En 2005, Alonso Rasgado obtuvo una plaza como profesora de educación superior en la University of Manchester. En 2012 fue ascendida a Profesora, convirtiéndose en la directora del grupo de investigación Ingeniería Biomédica. Desde entonces se dedica a la simulación de sistemas biológicos, así como al biomecánico del sistema músculo-esquelético. Su trabajo de investigación se centra en la compatibilidad y la fiabilidad de implantes. Su grupo trabaja en el diseño de productos basados tanto en servicios de software como en hardware. Su investigación ha contribuido al desarrollo de modelos de cicatrización. Alonso Rasgado fue nombrada Profesora en la Queen Mary University of London en 2018.

### Cooperación internacional
Entre 2010 y 2018, Alonso Rasgado fue la Representante de Honor del Consejo Nacional de Ciencia y Tecnología de México. Fue la directora del Programa Latinoamericano de Posgrado (LAPP) en la University of Manchester, institución que mantiene colaboraciones en Latinoamérica, Norteamérica y el Caribe. Organizó una serie de eventos que reunieron a académicos, científicos, estudiantes y directores de institutos en México y Reino Unido. Fue galardonada con el Premio Ohtli como recompensa a su labor para promover el intercambio académico entre el Reino Unido y México. Por entonces, Alonso-Rasgado era Profesora en la University of Manchester, la institución con mayor número de estudiantes de posgrado provenientes de México del mundo. En colaboración con la Organización de los Estados Americanos, desarrolló programas de becas de apoyo a científicos e ingenieros comenzando estudios de posgrado en el Reino Unido.
En 2019 Alonso Rasgado recibió la medalla Lázaro Cárdenas de excelencia académica. Además, ese mismo. año fue nombrada Decana de Cooperación Global en la Queen Mary University of London. Continúa con su labor diplomática con México y en colaboración con Citibanamex está desarrollando un curso intensivo de ocho semanas de inglés para preparar a jóvenes científicos mexicanos para sus estudios de posdoctorado en Londres.